# アヒル (漫画)
『アヒル』は、恵月ひまわりによる日本の漫画。
『なかよし』（講談社）2004年1月号から同年6月号まで連載された。単行本は全1巻。バレエを題材とした作品。

## ストーリー
城取ミヤコは校門を軽々に飛び超える程のジャンプ力を持つ中学1年生の少女だが、遅刻は日常茶飯事、成績も悪く先生に怒られてばかりで、部活も面倒くさいとの理由で入部すらしてなかった。
そんなある日、美男子がいるバレエ部のマネージャーになる事を思いつくが、クラスメイトの美森、くるみ、姫子、理依に「男目当てではないか」と軽蔑の目を向けられる。一度はバレエ部の入部を断ったミヤコだが、その顧問であるジュリエッタ桜井が一人バレエを踊っている光景に見とれ、バレエ部に入部することを決意。
しかしそこには、ジュニアバレエ界で将来を嘱望されているホープと言われた剣条さやかとその仲間がいて「ダメダメなあんた達はバレエに向かない」と罵倒された事にミヤコは怒り「あんたたちより、ぜってーうまくなってやる！」とさやか一行に喧嘩を売ってしまった。それ以降、ミヤコたちはバレエ部に入部し、バレエを学ぶ事になってしまった。
ミヤコたちがバレエの練習に打ち込む中、ジュリエッタ先生が病気により長期間入院することになったため、彼女の代わりに不登校を繰り返していた男子生徒、矢下がバレエ部のコーチとしてミヤコたちを鍛えることに。矢下のスパルタな指導にミヤコは反発するも、彼のレッスンにより彼女達のバレエは少しずつ上達した。
相変わらずミヤコたちを侮辱するさやかに、ミヤコは彼女達がいる薔薇宮バレエスクールに突入し見返そうとするも完敗。バレエが上達しても自分たちの実力では、ホープのさやかには及ばななったのだ。
どれだけ練習してもさやかたちに勝てない、自分は矢下より劣っているとバレエに嫌気をさしたミヤコは、ジュリエッタ先生の前で「もうバレエやめます！」と宣言するが、一人バレエを練習する矢下に付き合わされた事で先生が言いたかったことを理解するようになり、この間の事を先生に謝ろうと決意。しかし、今朝ジュリエッタ先生が亡くなった事実を知ったミヤコは大泣きし、以前彼女の前でバレエをやめると宣言した事を強く後悔する。そこには、ジュリエッタ先生の死に嘆く矢下の姿もあった。
実は矢下とジュリエッタ先生は親子であり、お互いすれ違いが起きていた。矢下も母親に自分の気持ちを伝えておらず、彼女が亡くなった事で落ち込んでいた。
ジュリエッタ先生が亡くなったため謝罪が出来ず、後悔が残ってしまったミヤコだが、理依にジュリエッタ先生から手紙が来ていると聞かされ、彼女の秘められた過去を知る。先生の経験により、バレエは楽しく踊る事が何より大切である事、辛い事があっても笑顔だけは絶対に忘れないで欲しいと、ジュリエッタ先生は言いたかったのだ。
彼女の気持ちを知ったミヤコたちは、さやかたちに完敗しただけでバレエから逃げた自分が情けないと痛感し泣き崩れるが、ジュリエッタ先生の追悼公演をするため、再び薔薇宮バレエスクールに行く。道場破りで彼女たちに完敗したことで、自分達の実力がまだまだ不足していたと知り、さやかに追悼公演の練習に付き合って欲しいと頼む。
そして、追悼公演本番。仲間達が体育館で待機する中、そこにはミヤコの姿がなかった。彼女はジュリエッタ先生に謝罪できなかった後悔と、矢下の不在でうまく踊れるか不安になっていた。そんな彼女に矢下が現れる。
彼が一時的不在だったのはパリに行っていたからであり、母親がバレエを全身全霊で踊った事で、彼女の夢を追いかけようと決意する。
ミヤコ、矢下達はジュリエッタ先生に感謝の気持ちを伝えるべく、舞台に立つのであった。

## 登場人物
城取ミヤコ (きとり-)
本作の主人公で、校門を軽々に飛び越えるほどのジャンプ力を持つ中学1年生の少女。アヒルのヘアピンが特徴で、アヒルのマスコット（通称アヒルちん）を常に持ち歩いている。一人称は「あたし」。
調子に乗ると周りが見えなくなる上に喧嘩っ早い性格でもあるため、この事を理依に「その癖を直さないとダメ」と指摘されるほど。
遅刻は日常茶判事、学校の成績も悪いため担当教師に窘められるだけではなく、部活も面倒くさいとの理由で入部してなかったが、ジュリエッタ先生がバレエを踊る光景を見た事でバレエ部に入部することを決意する。しかし、そこでジュニアバレエ界のホープと言われたさやかに「覗き見して涙ぐんでた癖に、いざとなると腰が引ける、根性なし」と侮辱された事で激怒し、「あんたたちより、ぜってーうまくなってやる！」と喧嘩を売ってしまう。
それ以降、理依達と共にバレエ部に入部し、練習に打ち込むことになるが、ジュリエッタ先生が長期間入院した事で矢下の厳しいレッスンを受けることに。そのため、矢下のスパルタな指導に反発し、彼と対立することも多々あったが、最終的には矢下の事を本気で好きになっていく。
自分達を侮辱するさやかたちを見返すため、彼女達が通っている薔薇宮バレエスクールで道場破りを受けるも、さやかたちに勝てず完敗。どれだけ練習しても報われない日々が続いたり、矢下より才能が劣っていることで自分は選ばれた白鳥ではなかったと痛感し、「バレエをやめる」とジュリエッタ先生に言い放ってしまったが、1人バレエを踊っていた矢下の練習に付き合った事でジュリエッタ先生の気持ちを理解し、謝罪を決意する。
しかし、彼女が亡くなっていたと知って謝罪できなかったと後悔に苛まれるが、理依が持ってきたジュリエッタ先生の手紙を読んだことで彼女の本心を知り、追悼公演をして先生に感謝を伝える事を決意。再び薔薇宮バレエスクールに行き、さやかに追悼公演の練習に付き合ってほしいと頼んだ。
矢下翔 (やした しょう)
ミヤコ一行の隣のクラスにいる男子生徒。一人称は「オレ」。幼少時代からバレエを学んでおり、その経験から素人のミヤコ達と対照的にバレエが上手く、さやかからも一目置かれている。
ジュリエッタ先生が入院して以来、ミヤコたちを鍛える鬼コーチとして、彼女たちを指導していく。 それ故に厳格な所もあり、序盤はミヤコと対立する事も多かったが、後述の出来事からミヤコに好意を寄せるようになる。
実はジュリエッタ桜井の一人息子であり、幼少時代から両親のいない寂しさをこらえるためにバレエを踊っていたが、後に彼女に捨てられた事実を知ってからはバレエを憎むようになり、誰とも関わらなくなってしまう。
心の救いを無くした事で不登校を繰り返していたが、偶然通りかかったミヤコが軽々と校門を飛び越えていた光景を見た事で、バレエに対する憎しみから開放され、過去と決別。母親が全身全霊でバレエに打ち込んだ事を知り、母親の夢を追いかけるためパリに行き、バレエ団の一員になる事を夢見ている。
ジュリエッタ桜井 (-さくらい)
ミヤコたちが通う中学校の教師で家庭科担当。かつてはパリにいたバレリーナで、バレエに向かないミヤコたちにも偉ぶらない優しい女性。一人称は「わたし」。ストーリーの途中で長期間入院する事になり、最終的に死去する。
実は生き別れた矢下の母親。幼少時代からバレエのレッスンを受けていたが、なかなか報われなかった過去を持つ。それでもバレエと決別する事はできず、夢が叶ったのは結婚した後で、主人と息子を捨ててパリに旅立ってしまった。そこでのバレリーナ生活は恐ろしい程順風満帆だが、最終的には世界中から認められるバレリーナとなる。
しかし、数年後に自身が大きな病におかされていた事と余命を宣告された事をきっかけに家族を裏切った過ちに気づき、日本に帰国するも、主人は既に他界したため謝罪ができず、後悔に苛まれてしまった。
同時に息子が心を閉ざす遠因にもなったが、本人は彼に自身の過ちを許して欲しいと思わず、人生で残された息子のそばにいるだけで幸せだと語っている。
宇井理依 (うい りい)
ミヤコと共にバレエを学ぶこととなったクラスメイトの一人。155cm、58kg。一人称は「あたし」。小太り気味な体型とオールバックのポニーテールが特徴。そのため、さやかに「太り過ぎ」と指摘される。
実家は「錦馬超」と言う餃子屋で、普段は父親の家業を手伝っている。7年後も家業を手伝っており、餃子の食べ過ぎによる肥満に悩んだり、自宅勤務のため彼氏もいないと悩みつつも、世界一おいしい餃子を作る事を目標にしている。
師走くるみ (しわす-)
ミヤコと共にバレエを学ぶようになったクラスメイト。156cm、40kg。一人称は「ウチ」。普段はセミロングで髪を下ろしているが、バレエの練習を受けている時はお団子頭になる。
気が強く若干暴力的な性格であるため、さやかに「品がない」と指摘された。
7年後にはショップの店員になり、仕事がハードだったり変な客に付け回されるなどの悩みやストレスを抱えつつも、自分の店を持つことを夢見ている。
眠田美森 (ねむりだ みもり)
ミヤコと共にバレエを学ぶようになったクラスメイト。170cm、56kg。一人称は「あたし」。ショートヘアと高身長が特徴。そのため、さやかに「ただ背が高いだけ」と指摘される。普段は塾に通っている。
7年後には大学生になり、アルバイトをしながら一人暮らしをしているため、家事も一人でこなさなければならない上に、アルバイトや学校生活で多忙な毎日を過ごすも、ジュリエッタ先生のような教師になる夢を持っている。
白鳥姫子 (しらとり ひめこ)
ミヤコと共にバレエを学ぶようになったクラスメイト。149cm、38kg。眼鏡が特徴。唯一バレエの経験があり、バレエ用語にも詳しいが、さやかに「挫折組」と指摘された。
また、さやかとその仲間が薔薇宮バレエスクールに通っている事や、コンクール荒らしと言われたジュニアバレエのトップである事も知っている。
7年後は芸能人になり、眼鏡もかけなくなった。女優になるため17回オーディションを受けるも一次審査で落ちてしまい、自分は女優になる資格はないと落ち込むが、そこをくるみに叱責される。
剣条さやか (けんじょう-)
コンクール荒らしと恐れられているジュニアバレエ界のトップで、姫子曰く「ジュニアバレエ界で最も将来を嘱望されている、コンクールの入場常連者」。前髪をヘアピンで止めたストレートロングヘアが特徴。普段は取り巻きと共に薔薇宮バレエスクールに通っている。
バレエに対するプライドが高く、それ故に他者を見下す性格で、当初は素人のミヤコ達を執拗に罵り続けたために彼女達から怒りを買うこともあったが、後にジュリエッタ先生が亡くなった事で追悼公演をすると決心したミヤコ達を見て、彼女達を指導することに。
実力こそは認めてないものの、練習に励む根性は見直している模様。

## 書誌情報
恵月ひまわり 『アヒル』 講談社〈講談社コミックスなかよし〉、全1巻
1. 2004年7月6日発行、ISBN 4-06-364055-8[5]